# Коллема
Колле́ма (лат. Collema) — род студенистых лишайников семейства Коллемовые.
Своё название род получил от греческого слова κόλλημα (слизь) по причине того, что в сырую погоду эти лишайники набухают и превращаются в слизистую, студенистую массу, листик или кустик. В сухую же погоду их тело подсыхает, становясь хрящевато-кожистым. Слизь происходит от сильного разбухания оболочек грибных гиф, входящих в состав этого лишайника, другая же составная часть его, гонидии, представляют собой сине-зелёные водоросли рода Nostoc.
Плодовые тела, или апотеции, у коллем имеют буроватый окрас, достигают 1—2 мм шириной. В сумках имеется по 8 спор. Споры многоклеточные.
Виды коллем растут на земле, древесных стволах, камнях, преимущественно известковых. Встречаются, к примеру, на меловых останцах на среднем Дону (музей-заповедник Дивногорье, Воронежская область, РФ). Всех видов коллем насчитывается около 64; они встречаются как в тёплых, так и в умеренных климатах.
Наиболее обыкновенны в Европе следующие виды: Collema glaucescens Hoffman, растущий на глинистой лесной почве; Collema multifidum Kbr. — на известняках, Collema pulposum Ach. — на сырой почве, камнях и пр., Collema microphyllum Ach. — на старых деревьях. В Белоруссии встречаются коллема вялая (Collema flaccidum), коллема вязкая (Collema tenax) и коллема черноватая (Collema nigrescens). Здесь они встречаются как в хвойных, так и в смешанных лесах.

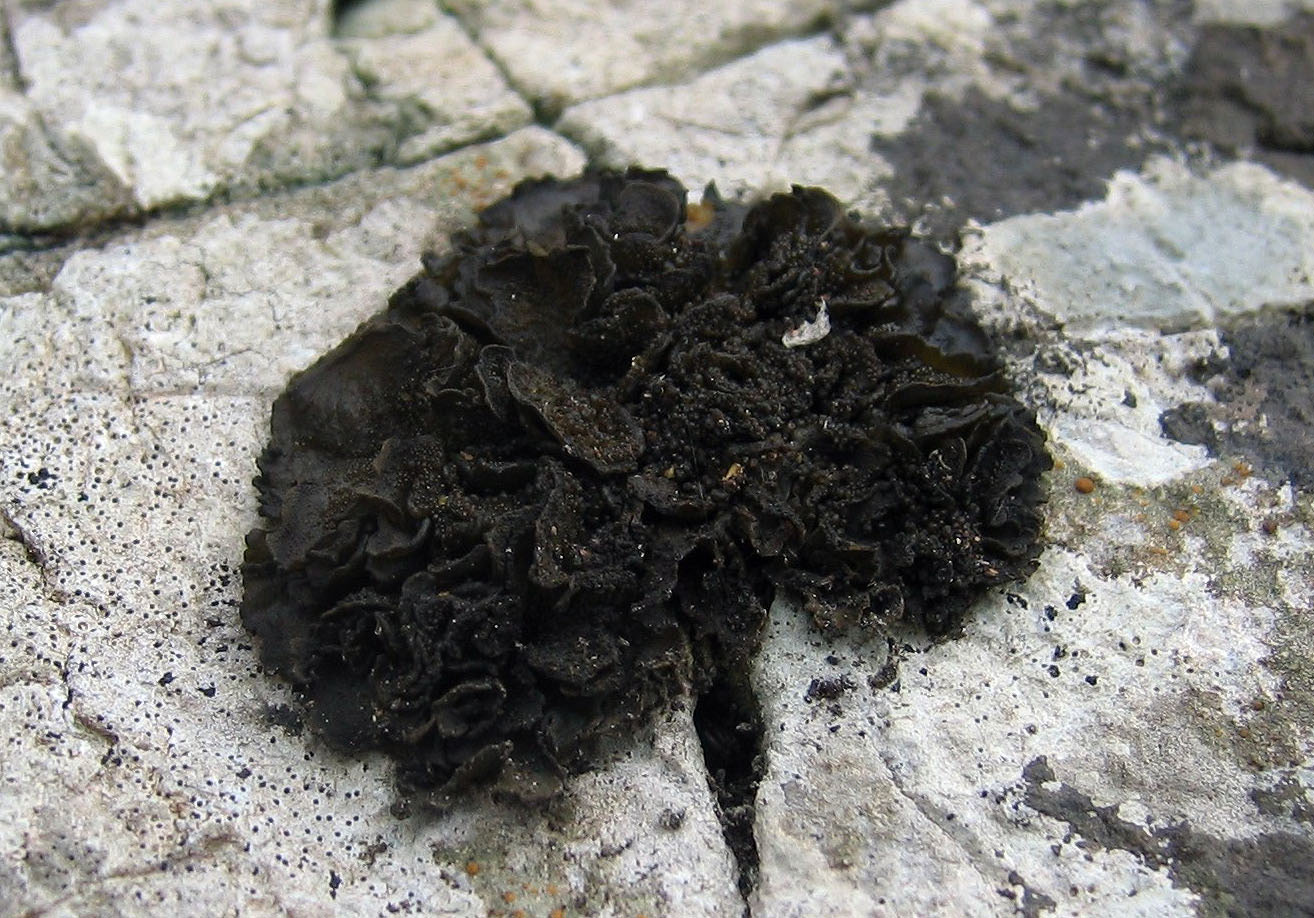
Коллема гребенчатая (Collema cristatum)
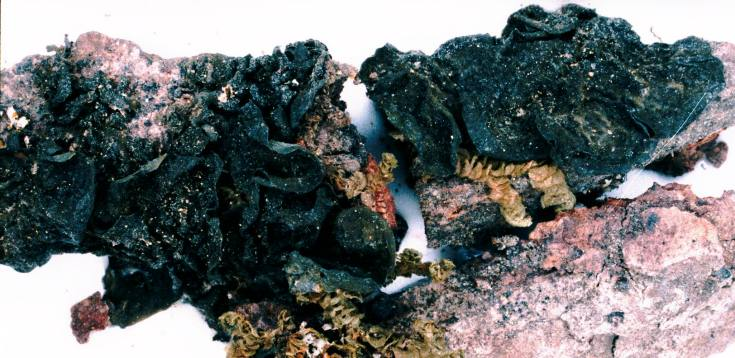
Коллема чешуйчатая (Collema furfuraceum)
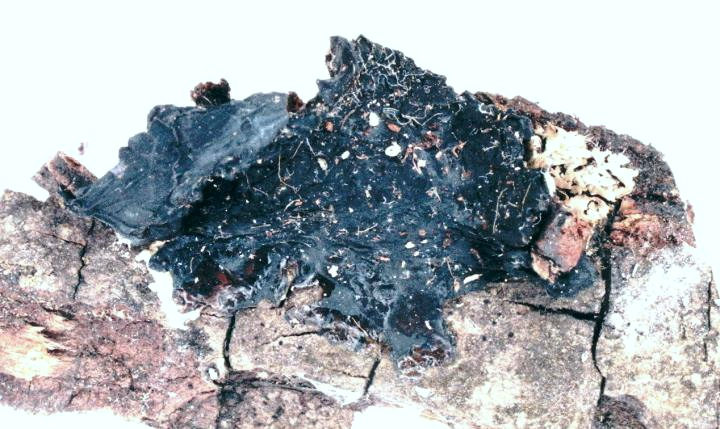
Коллема чернеющая (Collema nigrescens)
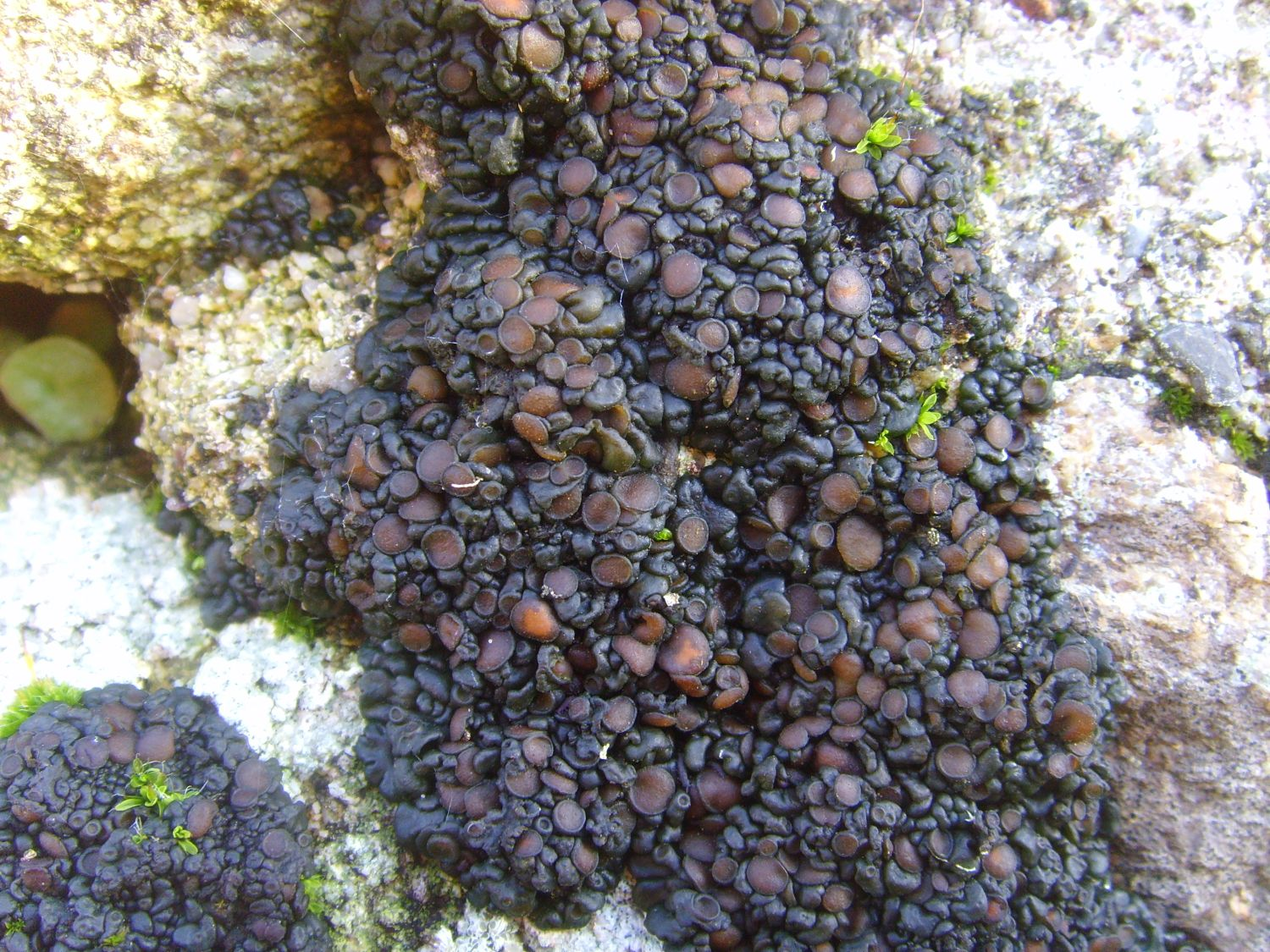
Коллема цепкая (Collema tenax)
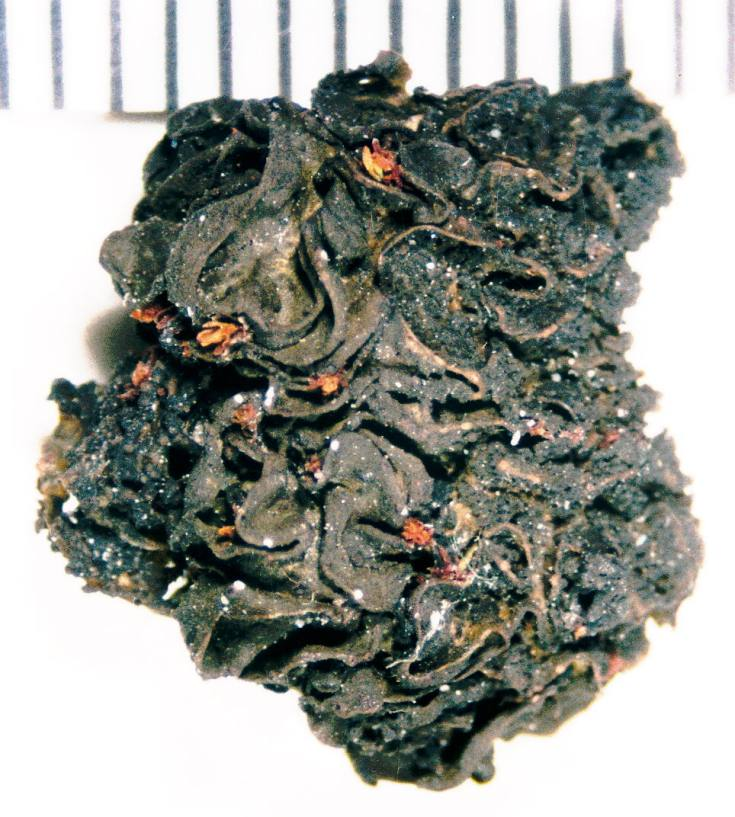
Коллема волнистая (Collema undulatum)